# Vita Semerenko
Vita Semerenko (n. 18 ianuarie 1986, Krasnopillea, RSS Ucraineană, URSS) este o biatlonistă ce a reprezentat Ucraina, medaliată olimpică. A participat la 3 ediții ale Jocurilor Olimpice (2010, 2014, 2018) în care a câștigat o medalie de bronz.